# Ndeutala Angolo
Ndeutala Angolo, även känd som Ndeutala Selma Hishongwa och Ndeutala Angolo Amutenya, född 1952 i Okalili i regionen Omusati, är en namibisk författare och politisk aktivist. Hennes bok Marrying Apartheid från 1986 anses vara den första engelskspråkiga romanen av en svart namibisk kvinna.
Angolo organiserade sig i exil med självständighetsrörelsen SWAPO på 1970-talet och 1980-talet. Efter Namibias självständighet tjänstgjorde hon som permanent sekreterare på presidentämbetets kontor och på ministeriet för säkerhet i nästan tre decennier.

## Biografi

### Tidigt liv och utbildning
Ndeutala Angolo föddes 1952 i Okalili i Namibias nordvästra region Omusati. Hon var det andra av sju barn. Hennes modersmål är oshivambo.
Hennes föräldrar var traditionella bönder och hon började inte skolan förrän vid nio års ålder. Efter gymnasiestudier i Oshigambo utbildade hon sig till sjuksköterska och började arbeta på ett lokalt sjukhus. Angolo gick med i antiapartheidrörelsen i ung ålder.

### Exil
1974 lämnade Angolo landet, som då var ockuperat av Sydafrika, och anslöt sig till den landsförvisade South West Africa People's Organization (SWAPO), en namibisk självständighetsrörelse, i Zambia.  Hennes mål var landet skulle bli självständigt och hon fick också militär träning. Hon reste sedan till Sverige för att studera vid Stockholms universitet och Högskolan i Växjö, vilket möjliggjordes genom stipendium från Lutherska världsförbundet. Därefter flyttade hon 1985 till Australien och avslutade hon sina forskarstudier med  och avlade doktorsexamen 1988 vid Centre for Comparative and International Studies in Education vid La Trobe University i Melbourne.
1989 blev Angolo en av de första exilnamibierna som återvände till Namibia under självständighetsprocessen.

### Författarskap
Angolo har publicerat flera böcker under sitt gifta namn Ndeutala Hishongwa. I sitt arbete ser hon samband mellan kvinnoförtryck och kolonialism och likställer därför kvinnors jämställdhet med nationell befrielse.
Hennes första bok, Women of Namibia: The Changing Role of Namibian Women from Traditional Precolonial Times to the Present, publicerades 1983. Angolo hade funnit att det fanns mycket lite forskning tillgänglig om situationen för namibiska kvinnor och föresatte sig att färdigställa sin egen.
1986 skrev hon Marrying Apartheid, en roman som publicerades medan hon var i Australien. Boken behandlar ett nygift par i den nordvästra regionen av Namibia och kritiserar både patriarkala kontroll och kolonialstyre. Den skildrar den sammanflätade naturen av politiskt våld och hushållsvåld i apartheidstaten. Att gifta sig med apartheid fiktionaliserar verkliga situationer som Angolo observerade eller upplevde i sin ungdom i Namibias nordvästra del.
Marrying Apartheid anses vara den första engelskspråkiga romanen av en svart namibisk kvinna. Det markerade en vändpunkt i landets begynnande nationella litteratur och hjälpte till att inspirera andra kvinnor som Ellen Namhila och Neshani Andreas att producera litterära verk.
Angolos tredje bok, The Contract Labor System and its Effects on Family and Social Life in Namibia: A Historical Perspective, publicerades 1992. Den hävdar att det könsbaserade systemet för arbetskraftsinvandring i Namibia, vilket var en faktor i Angolos egen barndom, bidrar väsentligt till social oro.
Dessutom publicerade Angolo den vetenskapliga uppsatsen Bantu Education: A Tool For Development? 1984.

### Arbete i statsförvaltningen
Efter att ha återvänt till Namibia från sin exil tjänstgjorde Angolo som permanent sekreterare i presidentens kansli under det oberoende landets första president, Sam Nujoma, tills han lämnade presidentposten 2005.
Angolo tjänstgjorde sedan som permanent sekreterare i ministeriet för säkerhet innan hon återvände till presidentens kansli 2012.

### Privatliv
Ndeutala Angolo var under en period gift med ministern Hadino Hishongwa, en av grundarna av SWAPO, med vilken hon fick två barn.

### Erkännande
En grundskola i Otamanzi valkrets i den namibiska regionen Omusati heter Dr. Ndeutala Angolo till hennes ära.
2014 hedrades hon med Excellent Order of the Eagle, Second Class.

## Utvalda verk
- Women of Namibia: The Changing Role of Namibian Women from Traditional Precolonial Times to the Present (1983)
- Marrying Apartheid (1986)
- The Contract Labour System and its Effects on Family and Social Life in Namibia: A Historical Perspective (1992)